# Edina Begić
Edina Begić, född 9 oktober, 1992, är en volleybollspelare (vänsterspiker). 
Begić spelade som junior i ŽOK Bratunac (2004-2009), Imzit Dobrinja (2009-2010) och ŽOK Hercegovac (2010-2011). Därefter lämnade hon Bosnien för studier i USA vid University of Arkansas vid deras campus i Little Rock och spel med deras volleybollag. Efter studierna återvände hon 2015 till Europa, men nu till Italien där hon spelade med Volley Soverato i Serie A2 (den näst högsta serien). Efter ett år med klubben gick hon över till Unione Sportiva Pro Victoria Pallavolo Monza i Serie A1 i volleyboll (högsta serien). Hon spelade med dem fram till 2023, med undantag för säsongen 2021/2022 som hon spelade med ZHVK Dinamo Moskva. Därefter flytande hon först till Turkiet för spel med Kuzeyboru GSK 2023/2024 och sedan till Kina för spel med 	Beijing BAIC MotorRedigera.
Begić spelar i Bosnien och Hercegovinas landslag sedan 2009 och har med dem deltagit i EM 2021 och 2023 samt vunnit European Silver League 2021, liksom deltagit i flera kval för större mästerskap.